# مار شب
مار شب (نام علمی: Hypsiglena torquata) نام یک گونه از تیره قمچه‌ماران است.